# Mantenópolis
Mantenópolis, também conhecida como "Cidade da Paz", é um município brasileiro do oeste do estado do Espírito Santo, a 255km da capital Vitória. 
O topônimo do município, "Mantenópolis" tem origem das palavras "Mantena" que possui o significado de "terra boa" e "Polis" que em grego significa cidade, ou seja, cidade de terra boa. O gentílico: mantenopolitano.
Em 2004, sua população estimada era de 11.311 habitantes. Em 2010 registrou-se 13.600 habitantes. Já em 2014, a sua população chegou a 14.966 habitantes, tornando Mantenópolis a 47ª cidade mais povoada do Espírito Santo. Em 2017, sua população estimada foi de 15.419. De acordo com os resultados do último censo (2022) realizado pelo Instituto Brasileiro de Geografia e Estatística (IBGE), houve um decréscimo das estimativas populacionais, a população do município registrada foi de 12.770 e uma densidade demográfica de 39,7 habitantes/km2 .

## História
A partir de 1920, os migrantes começaram a chegar na região de Mantenópolis, onde somente havia florestas, nem sequer estradas; casas feitas de pau a pique; alimentação à base de canjica de milho, verduras, carne de porco e frango; e nenhum comércio na região: quando necessitavam de açúcar e sal tinham de andar a pé ou de animal até Resplendor ou Conselheiro Pena, trajeto este que demorava entre 4 a 5 dias em trilhas feitas por voluntários que organizavam mutirões, os quais de dois em dois anos recebiam ferramentas doadas pelos políticos e fazendeiros. Enfrentaram várias doenças, como: sarampo, varicela, caxumba, febre amarela, cólera, febre tifoide. O tratador da região era Custódio Reis Marques, natural de Mutum (Minas Gerais). As comemorações eram realizadas em um destacamento policial localizado na propriedade de Joaquim Costa (hoje Alonso Rosa Pinheiro), onde aconteciam casamentos, aniversários entre outras festas. Nesse local foi construído também o primeiro cemitério. Na época houve muitas discórdias pela demarcação dos limites de estados, o que veio acontecer somente em 1938.
A sede do município teve sua origem firmada no insucesso da cidade de Ametista, naquela época pertencente à zona litigiosa e que, após sua criação, foi vítima de uma grande enchente do Rio São Mateus, pois havia sido construído às suas margens.
Devido ao drástico acontecimento que praticamente destruiu Ametista, surgiu a proposta de a cidade ser criada em outro local. Após uma reunião de grandes lideranças, na época, decidiu-se que o local ideal para a nova cidade seria a região que é hoje ocupada pelo município de Mantenópolis.
A palavra Mantenópolis, que hoje dá nome a esse município do estado do Espírito Santo, teve sua origem na existência de um córrego que atravessa a região e que se chama córrego do Manteninha. Havia uma povoação próxima ao córrego com o nome de Mantena (hoje, um município mineiro) e acrescentou-se a ela o sufixo -pólis.
Em 1940 esta localidade ainda pertencia ao município de Barra de São Francisco, e era visitada, periodicamente, pelo Tenente Floriano Lopes Rubim.
A região, por estar na época vivenciando o Contestado entre os estados do Espírito Santo e de Minas Gerais, recebia dois policiamentos, um de cada estado, e também recebia a visita de dois padres, dos mesmos estados.
Em 1948, graças ao pedido do Tenente Floriano Lopes Rubim, foi criado e instalado o patrimônio de Mantenópolis, em obediência à Lei n° 1711, artigos 49 e 53, confirmado em 11 de agosto de 1948, integrando-se ao município de Barra de São Francisco.
Em 29 de dezembro de 1953, foi criado o município de Mantenópolis, desmembrando de Barra de São Francisco do seu território, em obediência ao que dispõe a Lei n° 779, que acatou o pedido dos habitantes que residiam no local.
Em 7 de janeiro de 1954, foi instalada a cidade de Mantenópolis, que desde a sua criação foi dirigida pelo Dr. Edísio da Costa Cisnes até que cometesse suicídio. Em 3 de outubro então ocorreu a eleição do primeiro prefeito de Mantenópolis, o Sr. Vicente Amaro da Silva.
O ano 1955 destaca-se pela posse do primeiro prefeito eleito e da primeira Câmara de Vereadores junto com seu presidente, Luís Simão.
No dia 25 de agosto de 1955, às 15:00 horas, ocorreu a solenidade relativa à instalação da Comarca de Mantenópolis, de acordo com a Lei n° 926 de 8 de julho de 1955, com sua publicação no Diário Oficial do Estado no dia 16 de julho de 1955, graças à iniciativa do Tenente e Deputado Floriano Lopes Rubim, tendo como seu primeiro juiz o Dr. Vitor Hugo Cupertino de Castro e seu primeiro Promotor de Justiça, o Dr. Paulo Alves.

## Distritos
O município conta com três distritos: São Geraldo, São José de Mantenópolis e Santa Luzia de Mantenópolis.
O Município de Matenópolis possui quatro sedes distritais:
- Mantenópolis: é a sede distrital das seguintes comunidades: Cabeceira do Manteninha, Córrego Manteninha, Córrego Alto Manteninha, Córrego Beija-flor, Córrego das Flores e Mantenópolis Sede.
- Santa Luzia: é a sede distrital das seguintes comunidades: Córrego Alto Capim, Córrego Alto São Francisco, Córrego Cachoeirinha, Córrego Capinzinho, Córrego da Onça, Córrego do Capim, Córrego do Ouro, Córrego do Rochedo, Córrego Indaiá, Córrego Frio, Córrego Paraíso, Córrego Pouso Alto, Córrego Santa Luzia e Santa Luzia sede.
- São Geraldo: é a sede distrital das seguintes comunidades: Córrego Alvorada, Córrego Barra Alegre, Córrego Boa Esperança, Córrego Boa Sorte, Córrego Brejauba, Córrego das Palmeiras, Córrego do Deitado, Córrego Encantado, Córrego Paraíso e São Geraldo sede.
- São José: é a sede distrital das seguintes comunidades: Córrego Alto São José, Córrego do Ouro, Córrego São José, Córrego São José II e São José sede.

## Economia
As atividades econômicas do município concentram-se em seu maior percentual no setor de público e aproximadamente 1/4 da população do município está ocupada em atividades agropecuárias. De acordo com o IBGE (2017) o município tem na agropecuária 25% do seu PIB. O café se destaca como principal produto cultivado.
O Índice de Desenvolvimento Humano Municipal (2010) foi de 0,657 e o Produto Interno Bruto (PIB) de Mantenópolis (2020) foi de R$10.924,32, é o município com menor PIB do estado (2020), ocupando a 78o posição dos 78 municípios do estado do Espírito Santo. Dos 5.570 municípios do país, Mantenópolis possui PIB que ocupa a 4.342 posição do ranking. O percentual de receitas oriundas de fontes externas é de aproximadamente 89%.
De acordo com as informações do IBGE (2020) apenas quase 8% da população ocupada, registrando o pior percentual comparando com todos os municípios do estado do Espírito Santo. Menos de 50% recebe até 1/2 salário mínimo (2010).

## Esporte e Turismo
Mantenópolis é destaque do voo livre no estado.
Descoberta por pilotos da Associação de Voo Livre de Pancas, a cidade vem se destacando na atividade esportiva e atraindo praticantes do estado e do mundo. No dia 25 de fevereiro estiveram voando no céu de Mantenópolis um grupo de Franceses. O município de Mantenópolis possui uma área de 38.500 hectares, sendo que 5,98% deste total é coberto por remanescentes da Mata Atlântica. Sua privilegiada morfologia revela um grande potencial para o desenvolvimento de atividades ligadas à natureza e de esportes de aventura como caminhadas ecológicas, motocross, voo livre, pesca esportiva, práticas turísticas no Rio São José e nas cachoeiras, entre outros. A atual administração municipal busca fomentar também o turismo rural, recuperando as fazendas antigas e integrando o visitante ao dia a dia da vida no campo, onde poderá experimentar a comida caseira, saborear as frutas colhidas na hora e muito mais.

## Lista de Prefeitos e Vice-Prefeitos
Esta é uma lista dos prefeitos do município de Mantenópolis, Espírito Santo, Brasil.
- Edísio da Costa Cisnes (prefeito), período: 07/01/1954 a 01/01/1955;
- Vicente Amaro da Silva (prefeito) e Antônio Silva (vice-prefeito), anos: 1955 a 1958;
- Vicente Amaro da Silva (prefeito), anos: 1959 a 1962;
- Joaquim Barreto Neto (prefeito) e Sebastião de Almeida Rodrigues (vice-prefeito), anos: 1963 a 1966;
- William Gabriel Benjamim (prefeito) e Eliezer Eduardo Ribeiro (vice-prefeito), anos: 1967 a 1970;
- Sebastião de Almeida Rodrigues (prefeito) e Nélio Dias Pereira (vice-prefeito), anos: 1971 a 1972;
- Osvaldo Chaves (prefeito) e Antônio Almeida Cardoso (vice-prefeito), anos: 1973 a 1976;
- Agnel Januário de Souza (prefeito) e José Cirilo da Fonseca (vice-prefeito), anos: 1977 a 1982;
- Atílio Venturim (prefeito) e Antônio Almeida Cardoso (vice-prefeito), anos: 1983 a 1988;
- Edvaldo Ricatto (prefeito) e Ernesto Paizante Pereira (vice-prefeito), anos: 1989 a 1992;
- Célio Ivo Venturim (prefeito) e Nildes Nunes de Morais (vice-prefeito), anos: 1993 a 1996;
- Edvaldo Ricatto (prefeito) e Moacir Lopes da Silva (vice-prefeito), anos: 1997 a 2000;
- Ernesto Paizante Pereira (prefeito) e Moacir Lopes da Silva (vice-prefeito), anos: 2001 a 2004;
- Ernesto Paizante Pereira (prefeito) e Renato Robson Vilela (vice-prefeito), anos: 2005 a 2008;
- Eduardo Alves Carneiro (prefeito) e Maurício Alves dos Santos (vice-prefeito), anos: 2009 a 2012;
- Maurício Alves dos Santos (prefeito), anos: 2012 a 2013;
- Maurício Alves dos Santos (prefeito) e Hermínio Benjamim Hespanhol (vice-prefeito), anos: 2013 a 2016;
- Hermínio Benjamim Hespanhol (prefeito) e Geraldo Margelo Xavier (vice-prefeito), anos 2017 a 2020;
- Hermínio Benjamim Hespanhol (atual prefeito) e Lúcio Marques de Moraes (vice-prefeito), período: 2021-2024.

Joaquim Barreto Neto foi o primeiro prefeito do Brasil cassado, logo então o vice-prefeito Sebastião de Almeida Rodrigues assumiu o cargo de prefeito do município.

Maurício Alves dos Santos foi empossado como prefeito no ano de 2012 por decisão judicial .